# Усама ібн Мункиз
Уса́ма ібн Му́нкиз (*4 липня 1095—† 17 листопада 1188) — арабський воїн, воєначальник, поет та письменник. Поціновуваний в свій час як поет зараз він сприймається як один з сотень і не піднімається над середнім рівнем — його творчість не увійшла до золотого фонду арабської літератури. Так само відомий воїн та командир свого часу він не командував арміями самостійно, то ж не потрапив до хронік як полководець. Зараз він відомий перш за все як автор автобіографічної «Книги повчань» (Кітаб аль і'тібар), яка є цінним історичним джерелом з історії Сирії та Палестини 12 сторіччя.

## Біографія Усами ібн Мункиза
Батьківщиною Усами був Шейзар. Це маленьке містечко яке в античні часи звалося Цезарією, а зараз це село Сейджар. Розташований Шейзар в області Алеппо, на північ від Хаму (Епіфанії античності), за двадцять кілометрів на південь від Апамеї. Річка Оронт омиває Шейзар з трьох боків. Містечко знаходилося біля підніжжя пагорба на вершині якого розташувався замок, поруч знаходився міст через річку. В кінці першого тисячоліття Шейзар належав єгипетським Фатімідам, в 20-ті роки 11 сторіччя попав під владу дрібної алеппської династії Мірдасидів, з 1081 року став володінням діда Усами. Хоч дід помер вже в 1082 році, але йому вдалося завдяки тонкій політиці дипломата-авантюриста поширити область впливу Мункизідів до гавані Латакії на Середземному морі. Його син та спадкоємець Наср (привив 1082—1098) змушений був поступитися більшою частиною своїх володінь сельджуку Мелік-шаху і усі його володіння обмежувалися Шейзаром та сусідніми селами. Маленьке князівство більше нікого особливо не цікавило, тож його правителі могли порівняно спокійно вести звичайне життя дрібних емірів того часу. Однак князівство знаходилося на великій дорпозі в Алеппо і Дамаск, тож доводилося постійно лавіювати між сильнішими сусідами. Мункизідам це успішно вдавалося, тож вони ставали спільниками то одних то інших, заключали союзи як з мусульманами так, пізніше, й з хрестоносцями.
Наступником Насра був його брат, Абу-ль-Асакір-султан. За правом владу мав успадкувати батько Усами Муршид (1068—1137), але той відмовився від влади на користь свого молодшого брата. Причиною відмови набожного Муршида було побоювання, що обов'язки правителя змусять його до гріховних вчинків. Тож батько Усами позбавився тягаря влади й проводив вільний від воєн час за каліграфічним переписуванням Корану та полюванням. У середині ХІІ століття ас-Самані, історик з середньоазійського Мерву, серед визначних речей бачених ним у Багдаді називає Коран переписаний рукою Муршида Мункизіда.
Біографія Усами, це перш за все життєпис воїна. Вже у віці п'ятнадцяти років він вперше бере участь в боях, коли Танкред з військами Антіохії намагається захопити Шейраз в 1110 році. Через три роки Шейзар пробують захопити ісмаіліти (асасини), але теж без успіху. В 1119 році він вже керує відповідальною операцією. Дев'ять років 1129—1138 Усама проводить в почті мосульського атабека Зенгі.
Доки живий був батько, Усама часто навідувався додому в Шейзар. Однак після смерті батька Усама вимушений назавжди покинути рідний дім. Дядько який сам виховав героя не хоче, щоб люди порівнювали племінника з його власними дітьми. Тож Усама разом з братами та матір'ю їде з Шейзару. З цього часу починається мандрівне життя — ніде Усамі не вдається затриматися більше як на десять років.
В 1138—1144 роках Усама живе в Дамаску при дворі дрібної династії Бурідів. Його покровителем є головний візир. Колишній покровитель Усами — атабек Зенгі незадоволений його поселенням в Дамаску. За два роки, відчуваючи загрозу незалежності Дамаску, Буріди укладають проти атабека союз з єрусалимським королем. Усама бере активну участь в перемовинах та посольствах. Він часто їздить до Палестини в 1140—1143 роках де знайомиться з життям франків і навіть заводить собі друзів серед єрусалимських храмовиків (тамплієрів). Тим часом в Дамаску посилюються вороги Усами, які незадоволені впливом чужинця на урядові справи, то ж Усама був вимушений спішно покинути місто. Фактично то була втеча в якій Усама втратив усі свої статки.
Після Дамаска Усама знаходить притулок в Єгипті (1144—1154), де живе один з його дядьків. За цей час відбувається кілька палацових змов, переворотів та військових бунтів. Схоже що і сам Усама брав участь в інтригах різних партій, в своїх спогадах він намагається обминути це, однак інші джерела показують його не з найкращого боку. Спершу Усамі вдається досягти багатства та впливу. Близько 1150 року на прохання візира Усама їде з посольством до Сирії. Однак в Єгипті Усаму спіткала та ж сама доля, що й в Дамаску — рятуючись від інтриг він тікає з країни. В дорозі його майно було розграбовано єрусалимським королем якого жадібність штовхнула на прямий розбій. Особливо жалкував Усама за втратою зібраної в Єгипті бібліотеки в 4 (!) тисячі томів.
Усама знову в Дамаску, де він живе десять років (1154—1164). В той час Бурідів там вже нема, а править знаменитий Нур ад-Дін, син померлого мосульського атабека Зенгі. Надії повернутися колись додому в Шейраз в нього вже нема — в 1157 страшний землетрус руйнує місто, гинуть і усі Мункизіди які зібралися на сімейне свято. З Дамаску в 1160 році Усама здійснює паломництво до Мекки. Незважаючи на значний вік він у 1162 та 1164 роках бере участь в облозі та захопленні Нур ад-Діном антіохійської фортеці Харім, якою володіли хрестоносці. Очевидно саме там він знайомиться з володарем невеликого замку Кайфа в місцевості Діярбекра у Верхньому Межиріччі.
Десять років (1164—1174) Усама живе гостем в еміра Харіму. Вік вже відчувається — рідше згадується участь у війнах, але полювання усе ще є пристрастю старого. На зміну війні йдуть інші захоплення — вільний час Усама присвячує літературній праці. Вік та думки про смерть спрямовують увагу Усами до «людей Аллаха» — святих та анахоретів. В цей час Усама багато розповідає про них. Однак в душі своїй Усама не змінився — він жалкує за колишнім буйним життям, за війнами. Тож коли починає сходити зоря Салах ад-Діна Усама пильно слідкує за подіями. До того ж при дворі Салах ад-Діна знаходиться улюблений син Усами — Мурхаф.
Завдяки синові Усама отримує дозвіл переселитися, в третє за життя, в Дамаск. Саме там проходять його останні рок (1174—1188). Але «нічого робити емірам зі старими» пише сам Усама. Великий Салах ад-Дін спершу розважається віршами та спогадами старого героя, але незабаром забуває про нього. Окрім того незабаром правитель вертається в Єгипет. Лише перемоги над хрестоносцями в яких він уже не бере участі радують старого воїна та поета. Тож після розгрому хрестоносців та взяття Єрусалиму Усама у віці 93 років пише панегірик на честь Салах ад-Діна. У 1188 році Усама помирає. Через сто років на його могилі біля підніжжя гори Касьюн в Дамаску за душу славного еміра з Шейзару молиться відомий історик ібн Халлікан.

## Книга повчань
«Книга повчань» не є хронікою чи автобіографією в класичному розумінні цього слова, хоч в першій частині ще є певна хронологічна послідовність, але далі текст вибудовано на основі асоціацій. Це спогади старого воїна про випадки свого життя та історій які він чув від інших. Втім спогади Усами не є типовими військовими байками, автор реалістичний та досить самоіронічний. Усама ібн Мункіз був непересічною людиною — літератор та воїн, що народився у рік Клермонської проповіді, а помер через рік після того як Салах-ад-Дін здобув Єрусалим, він писав вірші та бився в десятках сутичок, спілкувався з правителями і простими людьми. «Книга повчань» є ніби зрізом епохи перших Хрестових походів і дозволяє глянути на ті часи очима сучасника. Саме своєю безпосередністю, щирістю та оригінальністю на тлі класичної арабської літератури виділяється ця книжка. Окрім історичної цінності «Книга повчань» досі зберегла і свої літературні достоїнства — завдяки простоті стилю та щирості читається вона дуже легко.